# Безлюдне виймання вугілля
Безлюдне виймання вугілля (рос. безлюдная выемка угля, англ. manless coal winning, нім. unbemannter (mannloser) Kohlenabbau) — способи, що забезпечують добування вугілля в очисній виробці без людей при виконанні всіх процесів і операцій, необхідних для нормального її функціонування. При цих способах до розробки залучаються дуже тонкі пласти (до 0,6 м), а також дуже порушені пласти, розробка яких іншими способами неможлива.

## Способи безлюдного виймання
- бурошнековий
- за допомогою канатних пилок
- скреперостругове виймання
- використання автоматизованих комплексів

Приклад впровадження безлюдного виймання вугілля в Україні: шахтоуправління «Холодна Балка», 27-а північна лава пласта К5. Товщина пласта 0,36-0,5 м, кут падіння — 5°, покрівля — глинистий сланець середньої стійкості, довжина лави 127  . Застосування технології безлюдного виймання вугілля на основі скрепероструга дозволило підвищити продуктивність праці в 1,5-1,6 раза, чисельність робітників на дільниці зменшилася на 30 %, витрати кріпильних лісоматеріалів зменшилися в 9-10 разів, зросла безпека праці.